# Xiaobazi Zhen
Xiaobazi Zhen (kinesiska: 小坝子, 小坝子镇) är en köping i Kina. Den ligger i provinsen Yunnan, i den sydvästra delen av landet, omkring 300 kilometer sydost om provinshuvudstaden Kunming. Antalet invånare är 13 453. Befolkningen består av 6 362 kvinnor och 7 091 män. Barn under 15 år utgör 23,0 %, vuxna 15-64 år 68 %, och äldre över 65 år 7,0 %.
Genomsnittlig årsnederbörd är 2 402 millimeter. Den regnigaste månaden är juli, med i genomsnitt 536 mm nederbörd, och den torraste är februari, med 29 mm nederbörd.